# جوزف عون (تیرانداز)
جوزف عون (زاده ۱۸ نوامبر ۱۹۳۳) یک تیرانداز ورزشی سابق لبنانی است. او در بازی‌های المپیک تابستانی ۱۹۶۴ در مسابقه تراپ شرکت کرد.